# Milan Hajn
Milan Hajn (* 27. ledna 1987 Hradec Králové) je český loutkoherec.

## Život
Pochází ze sportovní rodiny, proto se i on začal zpočátku věnovat sportu. Když mu ale bylo mezi sedmi a osmi lety, sdělila mu jeho prateta o konkurzu na postavu Kaje do Sněhové královny v Klicperově divadle. Konkurz vyhrál a začal hrávat v divadle. Po absolvování Biskupského gymnázia Bohuslava Balbína v Hradci Králové nastoupil v roce 2006 na DAMU, kde vystudoval obor Herectví alternativního a loutkového divadla, který mu doporučili jeho přátelé z dramatického kroužku. Po škole v roce 2010 nastoupil do angažmá v Divadle Alfa v Plzni. Když mu ale byla nabídnuta nabídka angažmá v Divadle Drak, nabídku přijal a vrátil se v roce 2015 zpět do Hradce Králové.
V Divadle Drak si i zahrál v inscenaci Bílý Tesák, která byla oceněna cenami Erik 2018 a Cenou festivalu Skupova Plzeň 2018. V roce 2019 se stal prvním držitelem Ceny Thálie v kategorii alternativního a loutkového divadla za ztvárnění titulní role právě v inscenaci Bílý Tesák. Skleněnou cenu si ale nenechal a daroval ji Blance Josephové-Luňákové, protože její skleněnou cenu, kterou obdržela za celoživotní mistrovství v kategorii loutkové divadlo, jí po oslavě jedné premiéry při tancování v divadelním klubu Divadla Alfa omylem rozbil. Luňáková mu zase za to věnovala ucho se střepem, které zbylo z její ceny.